# Desmoclystia prodiga
Desmoclystia prodiga är en fjärilsart som beskrevs av W. Warren 1907. Desmoclystia prodiga ingår i släktet Desmoclystia och familjen mätare. Inga underarter finns listade i Catalogue of Life.